# Wolterstorffina parvipalmata
Wolterstorffina parvipalmata là một loài cóc thuộc họ Bufonidae.
Loài này có ở Cameroon và Nigeria.
Môi trường sống tự nhiên của chúng là sông ngòi.
Chúng hiện đang bị đe dọa vì mất nơi sống.